# Zemya Hamilton
Zemya Sylveta Hamilton, ursprungligen Larsson-Auna, född 8 december 1965 i Hedvig Eleonora församling i Stockholm, död 23 december 2015 i Husby-Ärlinghundra församling i Stockholms län, var en svensk sångerska.

## Uppväxt
Zemya Hamilton växte upp i samhället Vuollerim i Lappland. Hennes far Roy Hamilton kom ursprungligen från Jamaica och hennes halvsyster är Gigi Hamilton som var sångerska i framgångsrika popgrupperna Freestyle (1980–1983) och Style (1983–1989). I Vuollerim var Zemya Hamilton klasskamrat med Jakob Hellman. Hennes mor lyssnade mycket på Nancy Wilson, Nat King Cole och Burt Bacharach, vilket präglade hennes egen musiksmak under uppväxten, liksom de eftertänksamma sånger för barn som komponerats av svenska trubadurer som Barbro Hörberg och Olle Adolphson. "Sovdjuret" och "Det gåtfulla folket" var hennes egna favoriter under åren före tonåren. I unga år tog hon faderns namn Hamilton.

## Musikalisk karriär
1988 skrev låtskrivaren och sångaren Orup "Regn hos mej" som han spelade upp för Leif Käck på hans förlag. Han tyckte att Orup och Anders Glenmark, Orups producent, skulle spela in låten till Melodifestivalen och skicka in den. Efter lite övertalning spelade Glenmark in låten med Hamilton som sångerska, men när Orup fick höra den färdigproducerade låten ångrade han sig och tog tillbaka den. "Det var så jävla elakt, så inbilskt, men jag kunde inte låta bli. Zemya gjorde den kanonbra, men jag kunde inte låta någon annan göra den", sade Orup senare om händelsen (berättat i konvolutet till hans samlingsalbum Flickor förr & nu. 1986–1996 från 1996).
Året därpå blev Orup tillfrågad om han ville skriva en låt till filmen 1939. Han gjorde en pastisch på en 40-/50-talsschlager som Anders Glenmark sedan arrangerade om till en jazzdoftande ballad. "Den hade kunnat råka ut för exakt samma sak som 'Regn hos mej' men jag vågade helt enkelt inte kräva tillbaka en låt till från Zemya", berättade Orup senare. "Min arm omkring din hals" nådde #10 på försäljningslistan och #15 på Trackslistan.
1989 sjöng Hamilton ledmotivet "Time" till Staffan Hildebrands film med samma namn. Låten, som skrevs av Norell Oson Bard, spelades in som en duett tillsammans med Tommy Nilsson och nådde #19 på försäljningslistan och #4 på Trackslistan. Den följdes upp av Glenmark-producerade singeln "Going Through the Motions" (#12 på Trackslistan). Lanseringen av det planerade debutalbumet Zemya Hamilton lades på is när Hamilton blev gravid. Hamilton gästade även på Rob'n'Raz feat. Leila K's album från 1990, där hon sjöng refrängen på "Rok the Nation" (#3 på försäljningslistan i Sverige). 1991 sjöng Hamilton på gruppen Soundsources danssingel "Take Me up".

### Album med Clubland:Themes from Outer ClublandochAdventures Beyond Clubland
1991 bjöd dansmusikprojektet Clubland in Hamilton att sjunga in några låtar till sitt album Themes from Outer Clubland. Låten "Let's Get Busy" blev en stor hit i USA, men på den låten sjöng inte Hamilton. Däremot sjöng hon på gruppens nästa stora hit "Hold On (Tighter to Love)" (#17 på försäljningslistan, #13 på Trackslistan), som även den rönte stora framgångar i bland annat USA. På efterföljande albumet Adventures Beyond Clubland med "Set Me Free", "(I'm Under) Love Strain", "Hypnotized" och "Come Rain Come Shine", var Zemya ensam sångerska. Albumet gavs ut i USA under namnet Clubland Featuring Zemya Hamilton, och det följdes av ett album med remixversioner.

### Stadens Ljusoch debutalbumTrollbunden
Inför Västerås 1000-årsfirande beställde stadens kommunfullmäktige musikoddyssén Stadens Ljus av Ronald S Bood, Stefan Blomquist och Lars Färnlöf. Den såg aldrig dagens ljus men satte likväl andra skeenden i rullning. Två album föddes ur samarbetet: Först i form av albumet Blå från 1992 där olika artister tolkade trumpetaren Lars Färnlöfs musik i en produktion av Bood och Blomquist. Olle Adolphson skrev texten till sången "Här är min värld" som framfördes av Hamilton. Det andra albumet att komma ur projektet var Hamiltons debutalbum på svenska Trollbunden, ett album som kan beskrivas som en blandning av anglo-saxisk pop, soul, jazz och även parisisk chanson, fylld med vemod och nordiska klanger. Många svenska musiker bidrog till albumet, bland andra Peter LeMarc, Staffan Hellstrand, Jojje Wadenius, Orup, Anders Widmark och Eric Gadd. Sångerna "Om vi aldrig skulle ses" (av LeMarc) och "För vi är två" (av Gadd/Hellstrand) släpptes på singel. "November min vän" (av Barbro Hörberg) släpptes som promotionsingel.

### Clubland:Secrets of Inner Clubland
1995 sjöng Hamilton återigen ledmotivet till en film, 30:e november. Låten, en kraftfull ballad , hette "Cry" och gavs ut tillsammans med Clubland. "Cry" följdes upp av eurodancesinglarna "Peace of Luv" och "Gimme Love Gimme All" och ett nytt album med Clubland, Secrets of Inner Clubland. Sedan försvann Hamilton från popscenen, och uppträdde istället på diverse jazzfestivaler och företagsspelningar. Hon körade på olika skivinspelningar, sjöng 1995 duetten "Do It All" med Gerry DeVeaux på hans album Back to You och 1996 sjöng hon refrängen på "The Snut-Theme" på Peter Settmans och Fredde Granbergs konceptplatta Snutarna Greatest Hits. Årsskiftet 97/98 planerades en singel tillsammans med entertainern/mediapersonligheten XLNT Marc, men ingenting släpptes.
Sommaren 2005 gick Hamilton upp på klubbscenen igen på A & P Projects house anthem "Sunrize". Bakom A & P Project står Steve Angello och Eric Prydz. I juli 2007 startade Hamilton en ny musikgrupp kallad Zemya Hamilton & The Cozmic Energy. Hamilton medverkade 2009 på låten "Nothing to Lose" på J. Axels (Jonathan Axelsson) album Start Receiving.
Hon avled 2015 efter att under lång tid ha lidit av Multipel skleros.

## Diskografi

### Album
- 1993 Trollbunden

### Singlar
- 1989 "Min arm omkring din hals" (Skriven av Orup och är ett av ledmotiven i filmen 1939.)
- 1989 "Time" (med Tommy Nilsson) (Norell Oson Bard)
- 1990 "Going Through the Motions" / "Lonely is the Night"
- 1991 "You Take Me Up" (med Soundsource)
- 2005 "Sunrize" (A&P Project feat. Zemya Hamilton)

#### Trollbunden
- 1993 "Om vi aldrig skulle ses igen" (Peter LeMarc)
- 1993 "För vi är två"
- 1993 "November min vän"